# Heliconius versicolor
Heliconius versicolor är en fjärilsart som beskrevs av Gustav Weymer 1893. Heliconius versicolor ingår i släktet Heliconius och familjen praktfjärilar. Inga underarter finns listade i Catalogue of Life.